# Regiunea Vidin

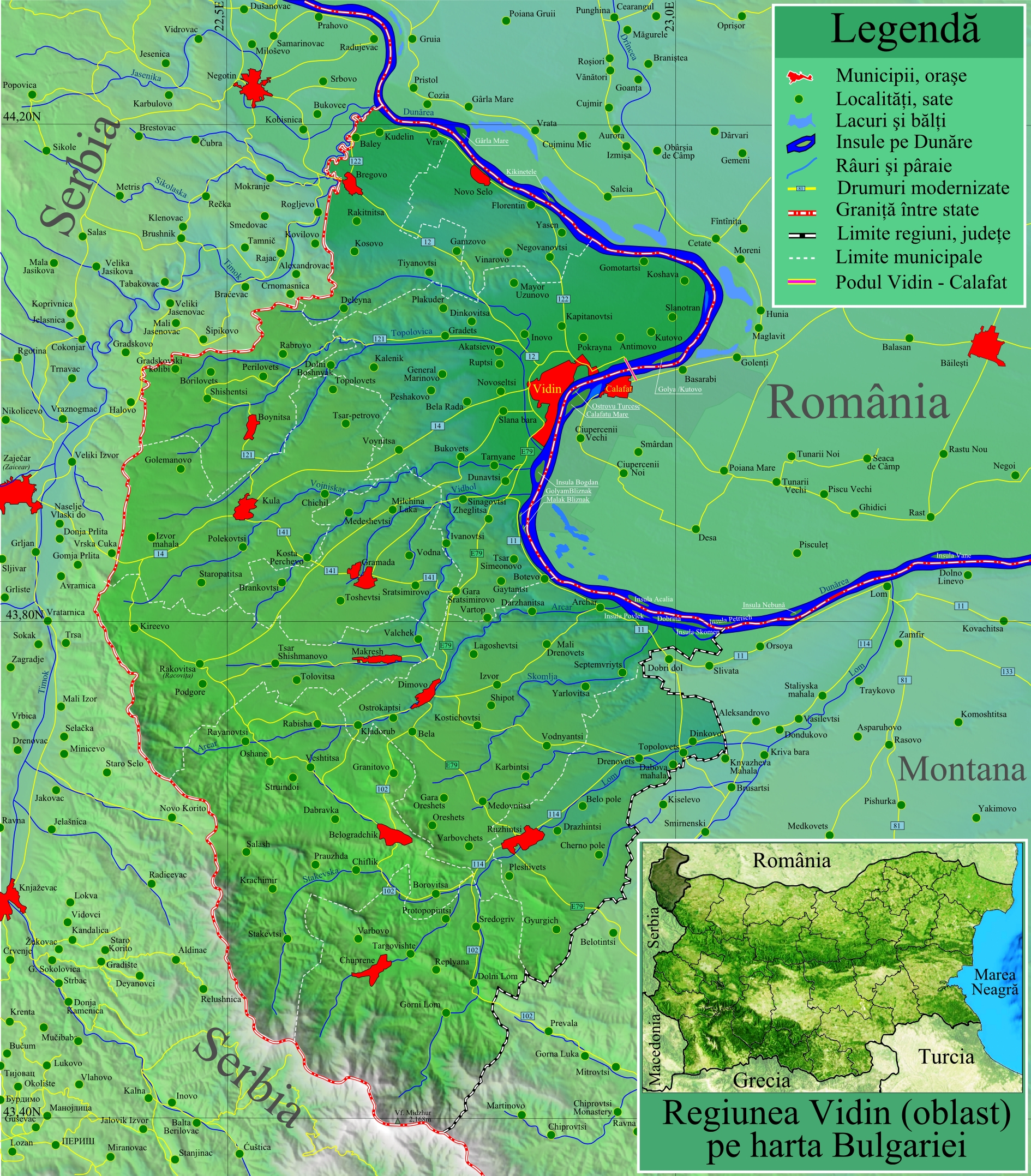
Hartă de detaliu a Regiunii Vidinului

Vidin este o regiune (oblast) în nord-vestul Bulgariei. Se învecinează cu regiunea Montana. Este situată la granița Bulgariei cu România și cu Serbia. Capitala sa este orașul omonim. Populația regiunii era la recensământul din februarie 2011 de 101.018 persoane, densitatea era de 33,3 loc/km² iar suprafața este de 3,032.9 km². În nordul acestei regiuni trăiește cea mai mare comunitate de români din Bulgaria (români timoceni).

## Date generale

Fortăreaţa otomană Baba Vida

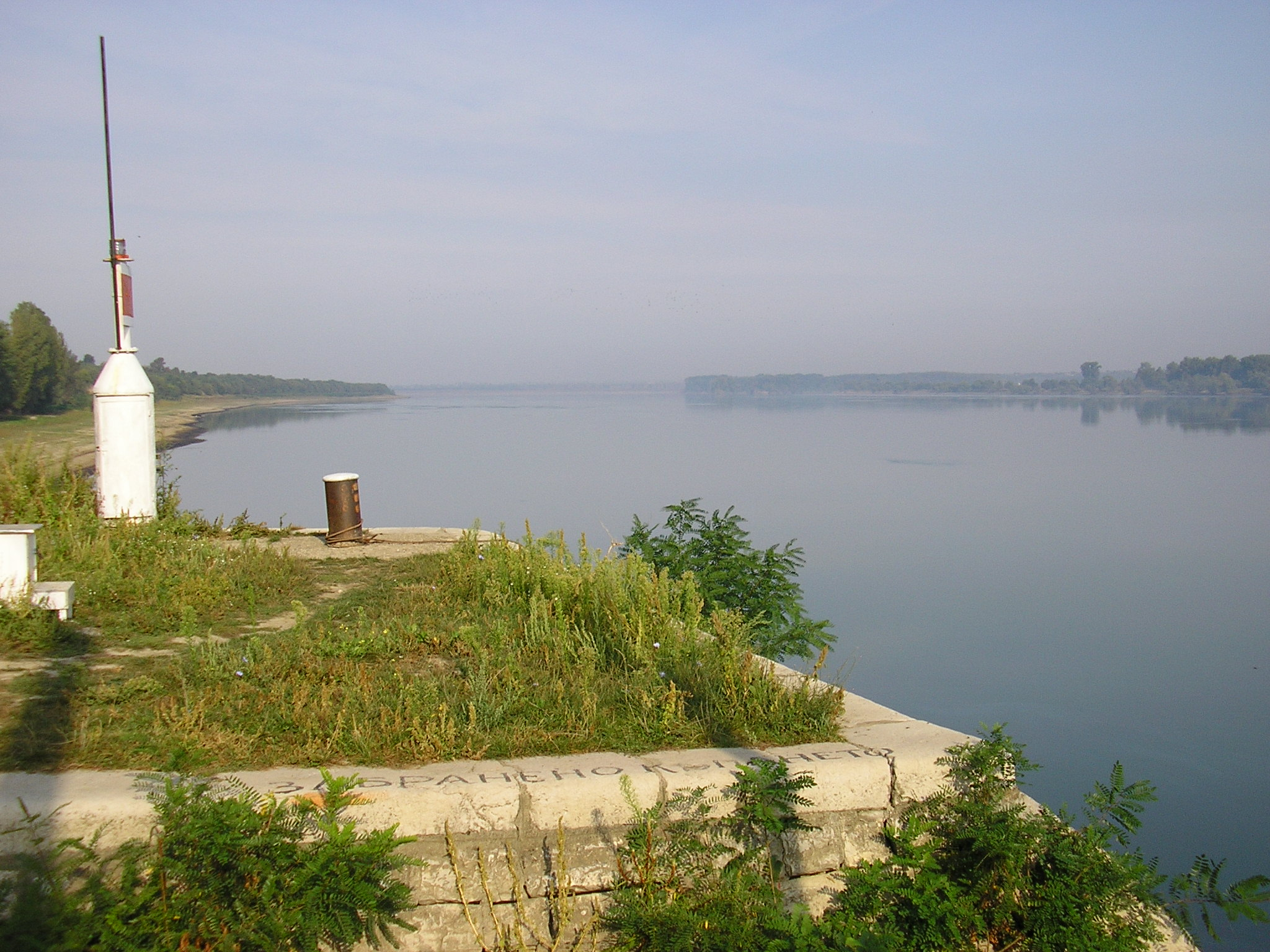
Dunărea la Novo Selo

La câțiva kilometri de Vidin se află ruinele unei mănăstiri săpate în stâncă de pe vremea lui Stratsimir și a țarinei Ana. La poiana Albotina, aflată la poalele stâncilor, se întâlnesc românii din satele din preajma Vidinului în fiecare an, a doua zi de Paște, venind unii de la zeci de kilometri. 
Regiunea Vidin cuprinde 11 obștine (comune):
| Obștina             | Chilirica   | Populație | Oraș/Sat    | Populație |
| ------------------- | ----------- | --------- | ----------- | --------- |
| Obștina Belogradcik | Белоградчик | 7.045     | Belogradcik | 5.334     |
| Obștina Boinița     | Бойница     | 1.717     | Boinița     | 595       |
| Obștina Bregovo     | Брегово     | 6.168     | Bregovo     | 2.592     |
| Obștina Vidin       | Видин       | 66.126    | Vidin       | 47.138    |
| Obștina Gramada     | Грамада     | 2.384     | Gramada     | 1.647     |
| Obștina Dimovo      | Димово      | 7.175     | Dimovo      | 1.211     |
| Obștina Kula        | Кула        | 4.958     | Kula        | 3.287     |
| Obștina Makreș      | Макреш      | 1.938     | Makreș      | 473       |
| Obștina Novo Selo   | Ново Село   | 3.381     | Novo Selo   | 1.144     |
| Obștina Rujinți     | Ружинци     | 4.890     | Rujinți     | 915       |
| Obștina Ciuprene    | Чупрене     | 2.285     | Chuprene    | 576       |

## Religia
Structura populației după religie conform recensământului din 2001:
| Recensământ 2001        | Recensământ 2001 | Recensământ 2001 |
| aderență religioasă     | populație        | %                |
| ----------------------- | ---------------- | ---------------- |
| Creștini ortodocși      | 125,063          | 96.15%           |
| Musulmani               | 139              | 0.11%            |
| Creștini catolici       | 143              | 0.11%            |
| Creștini protestanți    | 397              | 0.31%            |
| Altele                  | 602              | 0.46%            |
| Creștini neoprotestanți | 3,730            | 2.87%            |
| total                   | 130,074          | 100%             |

### Despre românii din Regiunea Vidin
- Articol despre comunitatea română din preajma orașului Vidin Arhivat în 30 septembrie 2007, la Wayback Machine.
- 35 de sate de romani de "mana a doua"[nefuncțională]
 - reportaj din Regiunea Vidin, 2 noiembrie 2006, Anca Aldea, Jurnalul Național
- Româna, limba de circulație internațională Arhivat în 28 iulie 2012, la Wayback Machine., 1 noiembrie 2006, Ioana Alexandra Raduca, Jurnalul Național
- Interviu cu Ivo Gheorghiev, președintele Uniunii Etnicilor Români din Bulgaria
- Coloniștii români timoceni din Cadrilater Arhivat în 6 martie 2008, la Wayback Machine.
- Articol despre mănăstirea Bacikovo Arhivat în 1 martie 2008, la Wayback Machine. (cu referiri importante și la românii timoceni)
- Zilele folclorului românesc în Bulgaria Arhivat în 2 martie 2008, la Wayback Machine., 6 septembrie 2003, Curierul Național
- Etnicii românii din Bulgaria cer sprijinul Consiliului Europei